# Seaton Delaval
Seaton Delaval – wieś w Anglii, w hrabstwie Northumberland. Leży 15 km na północny wschód od miasta Newcastle upon Tyne i 407 km na północ od Londynu. W 2001 miejscowość liczyła 4371 mieszkańców.